# Mehaires
 (janvier 2022).
Si vous disposez d'ouvrages ou d'articles de référence ou si vous connaissez des sites web de qualité traitant du thème abordé ici, merci de compléter l'article en donnant les références utiles à sa vérifiabilité et en les liant à la section « Notes et références ».
Mehaires est une région qui est située au nord du Sahara occidental, non loin de la frontière avec la Mauritanie, cette région est sous le contrôle  du Front Polisario et abrite un camp d'observation de la mission des Nations unies pour l'organisation d'un référendum au Sahara occidental (MINURSO).